# Аркадин-Школьник, Александр Аркадьевич
Александр Аркадьевич Аркадин-Школьник (укр. Олександр Аркадійович Аркадін-Школьник; 29 февраля 1952, Харьков, Харьковская область, Украинская ССР, СССР — 19 декабря 2020, Харьков, Харьковская область, Украина) — украинский театральный режиссёр, педагог, заведующий кафедрой режиссуры драматического театра ХНУИ имени И. П. Котляревского, заслуженный деятель искусств Украины, доцент.

## Биография
Закончил Киевский государственный институт театрального искусства им. И. Карпенка-Карого в 1976 г. После получения диплома был приглашён в Харьковский театр им. Т. Шевченко на должность режиссёра-постановщика, которую занимал до 1986 г. В течение 1986—1988 гг. проходил стажировку как режиссёр в Московском Художественном театре. В период 1988—1989 гг. работал в должности режиссёра-постановщика в московском театре «Сатирикон» под руководством К. Райкина. Следующие 20 лет был режиссёром-постановщиком или приглашенным режиссёром в Донецком государственном музыкально-драматическом театре (теперь — Донецкий Национальный музыкально-драматический театр). Работал заведующим кафедрой режиссуры драматического театра в Харьковском Национальном университете искусств им. И. Котляревского.

## Смерть
Умер в Харьковской городской инфекционной больнице из-за осложнений, вызванных COVID-19.

## Театроведческие работы
- Аркадин-Школьник А. Живой оркестр на сцене // Проблеми взаємодії мистецтва, педагогіки та теорії і практики освіти: зб. наук. ст. Вип. 43. / Харк. нац. ун т мистецтв імені І. П. Котляревського ; ред. упоряд. Л. В. Русакова. — Харків : Вид-во ТОВ «С. А. М», 2015. — С. 178-188. ISBN 978-617-7302-18-5